# Platyrrhinus brachycephalus
Platyrrhinus brachycephalus är en fladdermusart som först beskrevs av C. Stanley Rouk och Carter 1972.  Platyrrhinus brachycephalus ingår i släktet Platyrrhinus och familjen bladnäsor. IUCN kategoriserar arten globalt som livskraftig. Inga underarter finns listade i Catalogue of Life.
Arten förekommer i norra Sydamerika i Venezuela, norra Brasilien, regionen Guyana, Colombia, Ecuador, Peru och norra Bolivia. Den lever i låglandet och i låga bergstrakter. Habitatet utgörs av tropiska regnskogar. Denna fladdermus äter främst frukter. Flockar med 3 till 10 medlemmar vilar i trädens håligheter eller i grottor. Ungar föds vanligen vid början av regntiden.